# Ducula goliath
La dúcula goliat (Ducula goliath) es un ave columbiforme de la familia Columbidae endémica de la isla de Grande Terre, en Nueva Caledonia. Su hábitat natural son los bosques tropicales húmedos.  
El nombre hace referencia a su gran tamaño, siendo una de las palomas arborícolas más grandes del mundo.
Se encuentra amenazada por la acción del hombre. La disminución de su hábitat natural y la caza (que las autoridades permiten los sábados y domingos del 1 al 30 de abril con un máximo de 5 aves por cazador y día) ponen en peligro la supervivencia de esta especie. 